# Geovelia
Geovelia is een geslacht van wantsen uit de familie beeklopers (Veliidae). Het geslacht werd voor het eerst wetenschappelijk beschreven door Zimmermann in 1984.

## Soorten
Het genus bevat de volgende soorten:

- Geovelia hispida Ye, Chen & Bu, 2014
- Geovelia ilamica Zimmermann, 1984
- Geovelia martensi Zimmermann, 1984
- Geovelia orientalis Zettel, 2011
- Geovelia parbatica Zimmermann, 1984
- Geovelia remanei Zimmermann, 2014
- Geovelia riegeri Zimmermann, 2014